# Underworld: Rise of the Lycans
Underworld: Rise of the Lycans (ook bekend als Underworld 3) is een Amerikaanse film uit 2009, geregisseerd door Patrick Tatopoulos. Het is de derde (kijkend naar de verhaallijn de eerste) in de Underworld-serie, waarin de nadruk wordt gelegd op de geschiedenis van een aantal personages en de gebeurtenissen die tot de Vampire-Lycan oorlog, afgebeeld in de vorige films Underworld en Underworld: Evolution, hebben geleid.

## Verhaal
In Underworld: Rise of the Lycans barst een bloedige strijd los tussen twee oude onsterfelijke stammen. De derde Underworldfilm keert terug in de tijd naar de oorsprong van het conflict tussen de aristocratische vampiers bekend als Death Dealers en de barbaarse Lycans, een lijn van wilde weerwolven. 
De film laat een jonge Lucian zien, die de leider van de Lycans is in de strijd tegen de vampiers onder leiding van Viktor. Het verhaal speelt zich af in de Middeleeuwen, en niet - zoals het geval was in de vorige twee delen - in de moderne tijd.

## Rolverdeling
- Michael Sheen - Lucian
  - Alex Carroll - jonge Lucian
- Bill Nighy - Viktor
- Rhona Mitra - Sonja
  - Olivia Taylforth - jonge Sonja
- Steven Mackintosh - Andreas Tanis
- Kevin Grevioux - Raze
- Craig Parker - Sabas
- Jared Turner - Xristo
- David Aston - Coloman
- Elizabeth Hawthorne - Orsova
- Kate Beckinsale - Selene
- Shane Brolly - Kraven
- Tania Nolan - Luka

## Soundtrack
Tracklist
1. "Lighten Up Francis" (JLE Dub Mix) - Puscifer
2. "Underneath the Stars" (Renholdër Remix) - The Cure met Maynard James Keenan/Puscifer en Milla
3. "Nasty Little Perv" (Renholdër Remix) - Perry Farrell
4. "Hole in the Earth" (Renholdër Remix) - Deftones
5. "Miss Murder" (VNV Nation Remix) - AFI
6. "Over and Out" (Renholdër Remix) - Alkaline Trio
7. "Deathclub" (Wes Borland) - William Control met Matt Skiba
8. "Board Up the House" (Renholdër Remix) - Genghis Tron
9. "Stiff Kittens" (Jnrsnchz Blaqkout Remix) - Blaqk Audio
10. "Broken Lungs" (Legion of Doom Remix) - Thrice
11. "Today We Are All Demons" (Beneath the World Mix) - Combichrist
12. "I Want You To" - Black Light Burns
13. "Two Birds, One Stone" (Wes Borland/Renholdër Remix) - Drop Dead, Gorgeous
14. "Let's Burn" - King Black Acid
15. "Tick Tock Tomorrow" (Wes Borland/Renholdër Remix) - From First to Last
16. "Steal My Romance" - Ghosts on the Radio